# Pontlieue
Pontlieue est une ancienne commune du département de la Sarthe et depuis le 10 juillet 1865, un quartier de la ville du Mans. Le quartier est situé dans le secteur Est. Il est délimité à l'est par Les Sablons, à l'ouest le pied sec et au nord par le quartier Jaures, au Sud par une zone commerciale. 
Le quartier est aujourd'hui constitué d'un pont d'assez grande taille, enjambant l'Huisne, Le Pont de Pontlieue. Cet endroit est le point de rencontre des deux lignes de tramway et un lieu d'échange multimodal avec bus et taxi. Non loin, la place Adrien-Tironneau, aussi appelée lune de Pontlieue est un échangeur majeur du sud de la ville. Ce rond-point à quatre voies permet des bifurcations vers Tours, Angers, Orléans et Chartres. Au sud, se situent le parc des expositions et le stade du Maroc.
Dans le quartier de Pontlieue se trouve le Musée vert, muséum d'histoire naturelle du Mans.
Le quartier a été marqué par la bataille du Mans, ou encore pour l'histoire personnelle de l'écrivain Paul Scarron.

## Toponymie
Attestée sous la forme Pontileuga en 616, sa toponymie est basée sur le latin leuga (« lieue »), composé avec « pont ».
Il s'agit d'un faubourg du Mans, situé à une lieue de l'extrémité Sud du Vieux-Mans, aux abords d'un pont, le « pont des Vendéens », détruit partiellement durant l'insurrection vendéenne qui fut longtemps le seul pont au sud de la cité.

## Histoire

### Les origines de Pontlieue
L'origine de la paroisse de Pontlieue remonte à la fondation d'un prieuré conventuel par saint Bertrand, évêque du Mans de 586 à 626. À quelques pas de l'Huisne, dans ce qui n'était alors qu'un simple marécage, il implante un petit hospice destiné à accueillir les fidèles qui se rendaient en pèlerinage à l'abbaye Saint-Pierre et Saint-Paul de La Couture. L’évêque saint Bérard, qui siégea au Mans entre 654 et 679 fut inhumé dans l'église déjà annexée au prieuré de Pontlieue et dédiée à saint Martin. Plus tard, vers le XIe ou XIIe siècle, sur les ruines du sanctuaire primitif fut construite l'église en forme de croix latine qui subsista péniblement jusqu'à la Restauration. Peu à peu, des maisons s'établissent à proximité formant le bourg originel de Pontlieue. Les invasions vikings du Xe siècle n’épargnèrent pas le bourg de Pontlieue qui fut pillé et en partie détruit probablement après la prise du Mans en octobre 865.
Au-delà, c’était la campagne avec un double aspect : le long de l’Huisne s’étendaient de bonnes terres cultivées de temps immémorial alors qu’au contraire, les terres de la paroisse en direction du Sud étaient constituées par de vastes landes au sol ingrat couvert de bruyères, ajoncs et autres petits arbustes hormis quelques îlots plus favorisés grâce à quelques point d’eau ou petits ruisseaux comme le Roule-Crottes et Les Epinettes. Ajoncs et genêts des landes mancelles semblent être à l’origine du surnom « Plantagenet » conféré à Geoffroi duc d’Anjou (1113 – 1151). C’est son amour de la chasse et à ses courses à travers les landes mancelles que Geoffroi doit cette appellation : Geoffroi grand chasseur a dû accroître l’étendue de landes, laisser des terres en friche « planter du genêt » pour augmenter ses chasses. C'est durant la guerre de 100 ans aux XIIIe et XIVe siècles que le Bourg-Bas de Pontlieue eut le plus à souffrir de dévastations : maisons, moulins, ponts détruits.

### Les landes de Pontlieue
Le retour à la paix marque un tournant dans la mise en valeur de la paroisse de Pontlieue avec un effort réel de mise en culture de sols défavorisés. Des terres délaissées furent confiées à des familles paysannes pour remises en état ou pour édifier à nouveau une demeure détruite. Ainsi, à la fin XVe siècle, l’Hôtel Dieu Coëffort propriétaire de la lande du Ronceray tenta sa mise en culture là où les ronces étaient maîtresses. Peu à peu, des habitats se constituent aux Fontenelles, Huchepie, Vallée aux Poules, Raineries… Au XVIe siècle, près de 400 arpents de terres furent cédés à 13 particuliers entre le Gibet et le Chemin aux bœufs. Ainsi, un certain Michel Loiseau devient propriétaire de terres semblant correspondre à Vaulion (Vauguyon). Des fermes naissent avec la naissance de bordages. À la fin du XVIIe siècle, l’habitat à Pontlieue ne différait pas de celui des bordages en pleine campagne. Le principe pour une habitation était une chambre basse avec cheminée et chambre froide faisant suite. Souvent, seul le mur de la cheminée était en pierre, les autres murs ne comportaient que des solives de bois dressées entre lesquelles était glissé un torchis fait d’argile, de chaux et de paille hachée. Le toit des constructions était le plus souvent en « bardeau », c’est-à-dire revêtu de lattes de bois. À cette époque, la paroisse comptait 18 métairies principalement situées dans les terres les plus fertiles en bordure de l’Huisne ou des ruisseaux comme le Roule-Crottes (ex. : Hunaudières). Aux mains des laboureurs, paysans disposant d’un attelage et de serviteurs, les métairies étaient propriétés du clergé et de l’Abbaye de la Couture. 
À côté de ces fermiers plus aisés, la paroisse comptait une soixantaine de bordages : la Basinière, Bel Essor, Raineries, les Dehais, les Fontenelles, les Sources, le Fouillet, la Fresnellerie, la Guéronnière (Glonnières), le Houx, la Vallée aux poules, Huchepie, les Mortes Œuvres, Pied sec, la Ronceray, les Rouges Gouttières, la Timonière, Vaulion, Vertgalant. Sans fortunes, avec peu de meubles et de bestiaux, les habitants des bordages vivaient dans une situation très précaire. Les bordages comportaient 3 à 4 fois moins de terres cultivables que les métairies mais étaient ceintes d’une importante étendue de landes « où le maître envoyait en toute saison paître ses quelques animaux ». La récolte habituelle était le seigle avec un peu d’avoine et quelques vignes. Pour pallier les aléas de la culture, chaque paysan organisait une où plusieurs activités accessoires et annexes : tissage, « vaisseaux de mouche » (ruches pour le miel et la cire). Chacun œuvrait pour vivre mais ce n’était pas toujours aisé : malchance, maladies, incompétence, manque de courage, aléa climatique… tout pouvait jouer. Pendant très longtemps, il est certain que la zone de bois et de landes, avec des terres trop sèches, dut rester inhabitée ou presque. Mais, vers 1750, les landes firent peu à peu place aux sapinières source de profits en un sol très pauvre, sablonneux et c’est ainsi qu’en 1810, la commune comptait 659 hectares de pins, 131 de taillis, 302 hectares de Landes soit 1 230 hectares impropres à la culture contre 1 365 hectares de terres labourables, prés et pâtures. 

### Administration de la paroisse
L’administration de la paroisse était dévolue à un procureur syndic désigné très « démocratiquement » par les habitants de la paroisse. Il convoque les assemblées, les préside, informe les habitants, demande leurs avis et la décision est prise en commun et cosignée sur le procès-verbal du notaire. De nombreux syndics se succédèrent : Pierre Cohin (1683–1698), René Gautier (1718-1722)… Presque tous étaient marchands et avaient parfois un certain degré d’instruction. Les réunions du syndic se tenaient à l’issue de la messe dominicale devant la porte principale de l’église. 20 à 40 hommes se réunissaient alors pour débattre :
- de la répartition de la taille (impôt devant être payé par la paroisse 1 800 livres en 1679) ;
- du tirage au sort pour la milice de la paroisse qui devait par tirage au sort fournir un ou plusieurs de ses jeunes hommes pour la constitution de ces milices provinciales, sorte de réserve de l’armée de métier (le premier cas connu fut en 1688 celui de Toussaint Belin « beicheur, âgé de 22 à 23 ans ») ;
- les rapports avec le curé, le prélèvement de la dîme, le clocher à réparer ;
- l’instruction : à la fin du XVIIe siècle, le pourcentage des illettrés complets est énorme à Pontlieue malgré la déclaration de Louis XIV du 13 décembre 1698 demandant aux communautés d’habitants de consacrer une dépense de 100 livres pour faire appel à des maîtres. Mais, les habitants ne parvenant que bien difficilement à payer les impôts qui les accablaient, rien ne sera fait en ce sens avant le XVIIIe.

La lecture des actes notariés retraçant les débats permet de se plonger dans le quotidien d’une paroisse rurale où les conflits et tensions entre habitants ne sont pas rares tant au sujet de la répartition de l’impôt que du tirage au sort. La misère de la paroisse est souvent évoquée ainsi que les calamités agricoles… comme l’hiver historique de 1709. Cet hiver commença « la vieille des rois, il fut si violent que la plus grande partie des arbres fruitiers périrent, les plus forts fendoient. Aux mois de février et de mars, il fit un froid si considérable que tous les arbres et plantes furent gelés, l’année suivante, le bled fut d’une cherté extraordinaire et encore n’y en avait-il pas assez pour la subsistance des habitants, la disette fut si grande ». L’entraide était constante et c’était là un palliatif face à une nécessité vitale car à peu près personne n’avait à proprement parler le nécessaire. La charité pouvait prendre une forme collective comme en témoigne l’action de l’hôtel dieu Coëffort qui pratiquait la distribution de pains ou les soins aux malades. Après 1658, la charité fut prise en charge par l’Hôpital général du Mans.

### La paroisse avant la Révolution
En 1764, la paroisse de Pontlieue comptait 753 habitants dont 170 hommes chefs de famille. Le groupe le plus important étant celui des enfants (292 individus). La catégorie sociale la plus importante était bien entendu les laboureurs, bordagers et autres ouvriers agricoles. La paroisse comptait assez peu de commerçants. Pas de boucher, la population n’étant pas assez riche pour s’offrir de la viande. Le boulanger était lui-même assez inutile dans la mesure où la cuisson du pain était le plus souvent effectuée au four de la ferme. Le métier le plus florissant fut l’exercice de la pêche dans l’Huisne et les étangs assez nombreux à l’époque. Pontlieue comptait également quelques marchands de bestiaux ou de chevaux. Les artisans étaient plus nombreux. La paroisse comptait notamment douze meuniers, un serrurier, quelques maçons (René Lebouc, Claude Milleré, Sébastien Le Moyne) et couvreurs. Les plus nombreux étaient les charpentiers, le bois intervenant alors largement dans les constructions. Sans oublier les charrons et maréchaux-ferrants, artisanat plus strictement agricole.
Le tissage représentait une activité importante à Pontlieue notamment dans les fermes et par l’intervention d’artisans professionnels : cardeurs, fileuses, cordiers et tisserands (François Trottier, Simon Pourriau, Simon Quetier, Nicolas Trouvé). La paroisse comptait peu de notables hormis quelques marchands, trois clercs et les notaires qui se succédèrent : René Roussel (1683-1728), Antoine Antoine (1729-1743), Mathurin Tironneau (1743-1766) et Nicolas Beauvais (1766-1787). Contrairement à beaucoup d’autres paroisses, aucun noble ne résidait sur le territoire de Pontlieue, la paroisse dépendant de l’Abbaye de la couture. La famille la plus importante était sans conteste la famille de blanchisseurs Bérard. Le 24 juin 1665, le marchand manceau Pierre Bérard forma au Mans une société pour y établir une manufacture de toiles de lin et de chanvre. Ainsi, fut créée la première manufacture destinée au lavage et au blanchissage des toiles.
Située à proximité immédiate du pont sur l’Huisne au lieu-dit du Four à ban sur des terres appartenant à l’abbaye de la Couture, l’herberie – c'est-à-dire l’endroit où l’on étendait les toiles sur l’herbe pour en obtenir le blanchiment par une longue exposition au soleil – couvrait une vingtaine d’hectares. Une dizaine de compagnons lavandiers y étaient employés à demeure en 1764 sans compter la quarantaine de journaliers qui pouvaient y travailler épisodiquement. À l’échelle de temps, c’était une affaire importante ayant lavanderie avec fourneaux et mortiers pour les lessives, laiterie à dix cuves servant au blanc fin, calandre, moulin pour l’élévation des eaux, magasins, bureaux et logements pour les ouvriers lavandiers. Une deuxième blanchisserie est créée à proximité, mais disparaît à la fin du siècle. Enfin, il convient de signaler la présence sur le territoire de Pontlieue de plusieurs bourgeois, riches gens de loi ou commerçants manceaux qui y firent bâtir une maison de maître pour jouir d’un lieu de détente à proximité du Mans. Ainsi existait à l'emplacement approximatif actuel de la piscine des Atlantides le château de Funay dont les terres s'étendaient ainsi jusqu'à la lune de Pontlieue en longeant l'Huisne. De nombreuses allées cavalières sillonnaient cette importante propriété. La plupart de ces propriétaires fonciers avaient un faible pour la chasse dans les Landes de la paroisse de Pontlieue qui selon les plaintes des paysans possédaient un nombre trop important de lapins. Le cadastre de 1809 révèle l’existence de 12 maisons de maître, certaines existant encore : « le Roncerais, la Source, le Houx ». À la demande de Louis XVI, 60  à   80 chefs de famille de la paroisse de Pontlieue se réunissent à la fin du printemps 1789 pour rédiger le cahier de leurs doléances. La suppression de la gabelle (impôts sur le sel), des corvées et des droits de péage ainsi que la destruction des lapins sont au cœur du débat. Un an plus tard, les révolutionnaires parisiens désormais maîtres du pays transforment les paroisses en communes, marquant la naissance de la commune de Pontlieue.

### L'église de Pontlieue

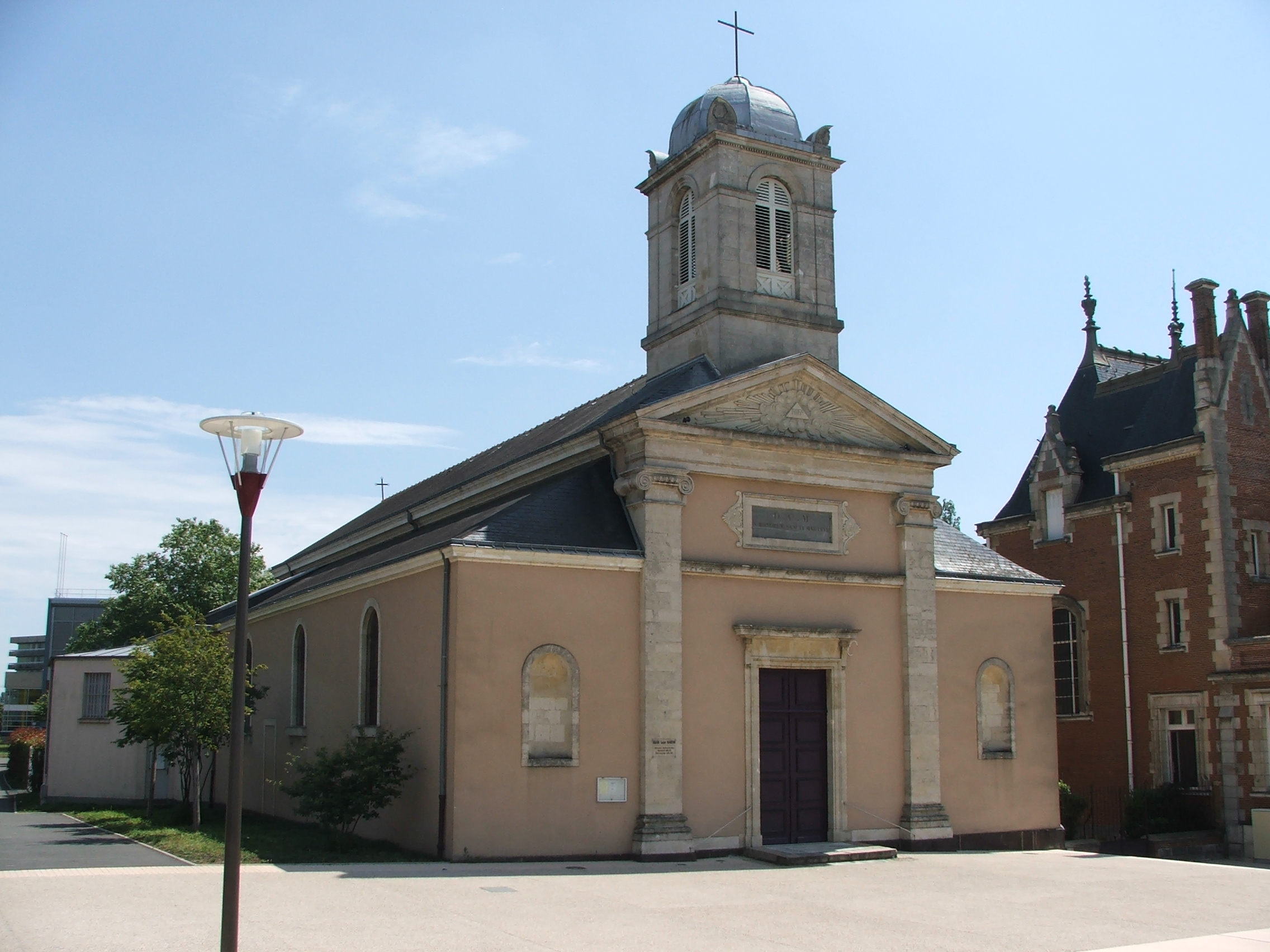
Saint-Martin de Pontlieue

Pontlieue était à la base un village indépendant de la ville du Mans. Son origine est très ancienne. On trouve des traces de ce bourg au VIe siècle, lorsque Saint Bertrand fait construire un prieuré avec hospice destiné aux pèlerins. Le nom de Saint Martin vient du fait que le saint du même nom aurait franchi le gué de Pontlieue aux alentours du IVe siècle. Le prieuré est bâti de 587 à 624. Les pèlerins se rendaient ainsi au Mans pour visiter la basilique Saint-Pierre ainsi que la basilique Saint Paul, soit l'actuelle église de la couture. Le quartier sera d'ailleurs sous l'égide de la paroisse de la Couture et sa dépendance à l'abbaye restera forte jusqu'à la Révolution. Le corps de Saint Bérard (évêque du Mans de 654 à 679) sera inhumé dans l'église déjà dédiée à Saint Martin. la paroisse de la Couture avait toujours le droit de présentation du curé de l'église. Une nouvelle église en forme de croix latine fut construite aux XIe et XIIe siècles. Elle fut bâtie sur les ruines de l'ancienne église primitive. En 1796, elle est rachetée puis détruite (tout comme l'église de la madeleine). Il semble que l'église actuelle soit toujours bâtie sur le même espace. Elle est cependant plus grande que les deux précédentes. Il semble que la famille Vétillard-Bérard, acquisatrice de l'ancienne église en 1796, soit la principale fortune ayant permis la refondation de la nouvelle église Saint Martin. 
La légende mancelle veut que lorsque le corps de l'évêque Saint Liboire fut transporté à Paderborn, un sourd et un muet furent tous deux guéris à Pontlieue. La ville d'Arnage fut longtemps dépendante du bourg de Pontlieue. La chapelle de la ville, édifiée au XVe siècle, ne fut longtemps qu'une succursale de l'église Saint Martin.

### Pontlieue dans l'Histoire

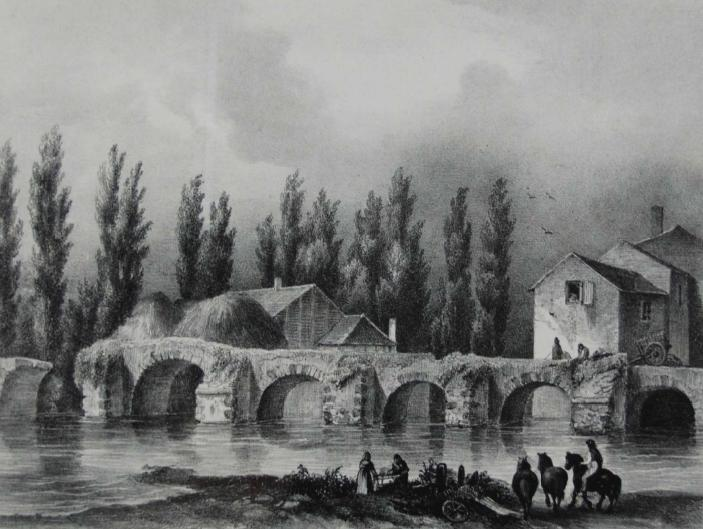
Lithographie du pont de Pontlieue datant de 1829.

#### Batailles et visites royales
Pontlieue fut une bourgade connue pour ses batailles et ses anecdotes historiques. La guerre de 100 ans a marqué le quartier puisque les Normands détruisirent maisons, ponts et moulins sur leur passage. Au XVIe siècle, durant les guerres de religion, la Ligue dut prévoir précipitamment la défense de l'Huisne aux alentours du bourg de Pontlieue. Ce qui était prévu en 1585, ne fut même pas prêt en 1589, année de l'offensive réelle des huguenots. Alors que les troupes du béarnais approchaient, les ligueurs brûlèrent une partie des maisons du bourg de Pontlieue. Chose étonnante, ce fut soi-disant pour protéger la ville du pillage ; mais la ville se rendit cependant sans résistance. En 1614, Louis XIII retourne de Nantes à Paris. Le jeune roi est à l'aube de ses 13 ans. Le 5 septembre, le roi s'arrêta au village où toute la garde bourgeoise lui fit hommage, à lui comme à sa mère Marie de Médicis. 450 membres de la noblesse Mancelle furent réunis dans ce faubourg pour lui remettre les clefs de la ville rouge. En 1790 et en 1793, le lieu est encore le théâtre de batailles sanglantes, tout d'abord tenu par les royalistes puis par les républicains, il devint « le pont des vendéens » stigmatisant la défaite puis la retraite vendéenne au cours de « la bataille du Mans ». De nombreux actes notariés du XVIIe siècle appelaient déjà une partie de Pontlieue La bataille. Peut-être était-ce une référence à une bataille très ancienne s'étant déroulée sur le territoire de la commune. 

#### La paralysie de Paul Scarron
La légende de l'écrivain manceau Scarron veut que sa paralysie se soit déroulée dans l'Huisne, non loin des marécages de Pontlieue. C'est ainsi qu'on peut lire : « Les joncs d'un marais situé près le vieux pont de Pontlieue, d'où il se retira infirme et perclus pour le restant de sa vie. » Son histoire est ainsi contée par Simon Chardon de La Rochette. En plein mardi-gras, l'écrivain déguisé en volatile jouait avec les passants. Poursuivi lors de son jeu, il se jeta dans l'eau glacée tout en sueur, ce qui lui provoqua une hypothermie foudroyante, le paralysant pour le reste de ses jours. C'est également Le Beaumelle qui contera l'histoire en 1755 dans une édition des Mémoires de Madame de Maintenon, imprimées à Amsterdam. Il est connu que le quartier fut autrefois un haut lieu du mardi-gras manceau, comme le prouve par ailleurs l'histoire de Scarron. L'endroit fut un rendez-vous carnavalesque pour toute la province du Maine. Ce fut à tel point que le bourg fut appelé pendant bien longtemps « lieu de Vide bourse ».

#### L'épingle de Pontlieue

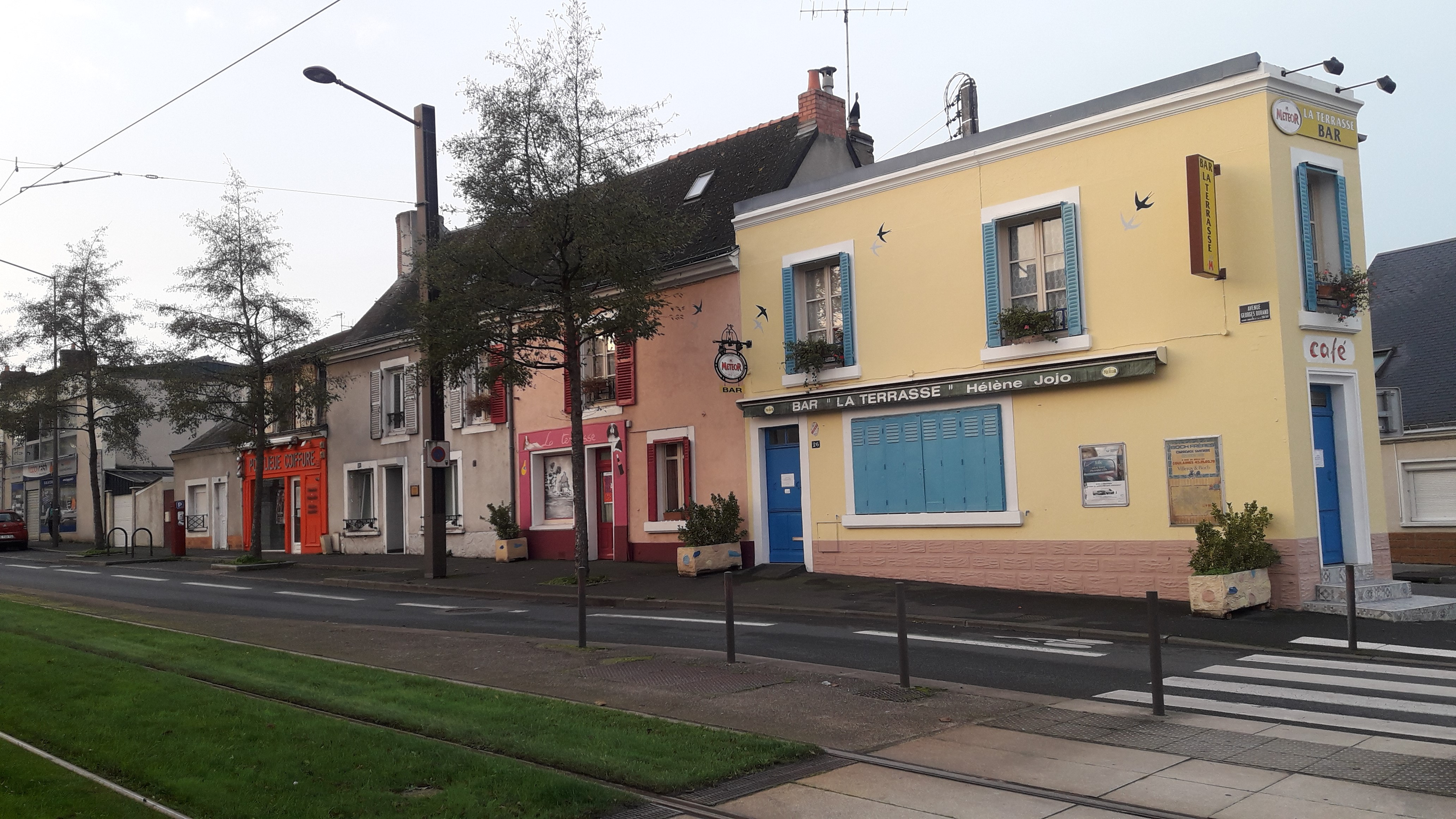
L'épingle de Ponlieue en 2020

De 1923 à 1928, le virage en épingle de Ponlieue fut et est resté le virage le plus mythique du circuit des 24 Heures du Mans. Très prisé pour le freinage nécessaire à son franchissement, il fut supprimé rapidement pour un tracé hors agglomération et surtout beaucoup plus « doux ». Il est néanmoins remis au goût du jour lors des 90 ans de la course en 2013.

## Géographie du quartier

### Principales artères

Panorama de la lune de Ponlieue ou Place Adrien-Tironneau, grand échangeur giratoire à quatre voies routières plus deux de tramway. Photographiée ici sous la neige.

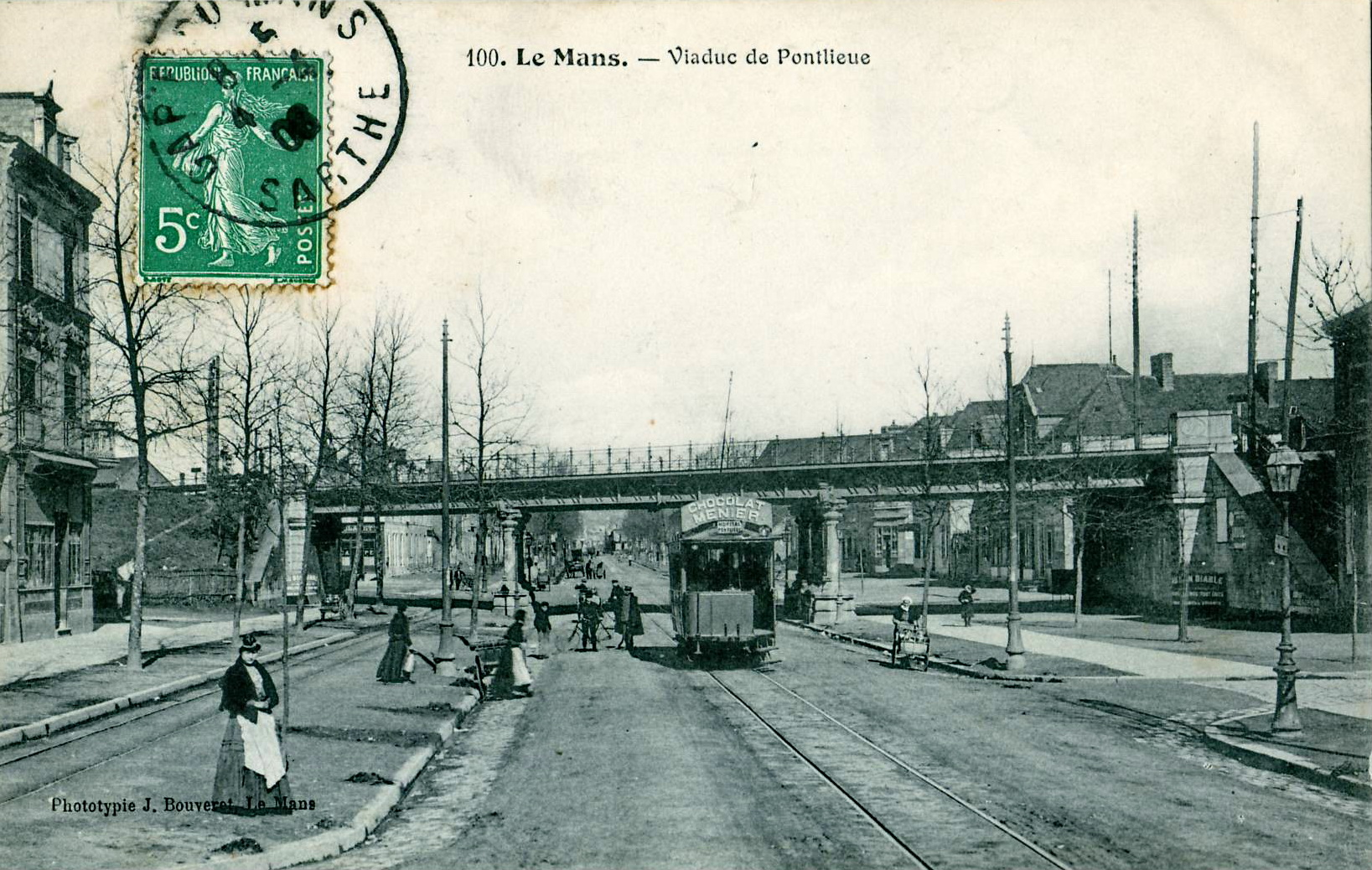
L'avenue Jean Jaurès au début du XX portait le nom de dAvenue de Pontlieue.
On la voit ici près du viaduc du chemin de fer, où passait à gauche, sur la contre-allée, la voie unique des Tramways de la Sarthe, et, au centre, la voie également unique de l'ancien tramway du Mans

- Place Adrien-Tironneau
- Avenue Jean Jaurès
- Avenue Georges Durand
- Avenue du Dr Jean Mac
- Avenue Félix Geneslay
- Boulevard Jean Moulin
- Boulevard Pierre Brossolette
- Boulevard Nicolas Cugnot

### Divers
- Parc Marcel Paul
- Archives Départementales de la Sarthe
- Pont des Vendéens

## Accessibilité
- Ce site est desservi par les stations de Tramway Saint Martin et Pontlieue.